# مارك ماكنالي
مارك ماكنالي (بالإنجليزية: Mark McNally)‏ هو مهندس أسترالي، ولد في 23 نوفمبر 1981 في برث في أستراليا.